# 2025 w literaturze
Wydarzenia literackie w 2025 roku.

## Proza beletrystyczna i literatura faktu

### Język polski
- Marek Stelar – Ołowiane żołnierzyki (Wydawnictwo Filia)[1]

### Tłumaczenia
- John Simmons Barth - Chimera (Chimera), przeł. Krzysztof Majer (Państwowy Instytut Wydawniczy)[2]
- Joan Didion – Miami (Miami), przeł. Jowita Maksymowicz-Hamann (Grupa Wydawnicza Relacja)[3]
- Elif Şafak – Tam na niebie są rzeki (There Are Rivers in the Sky), przeł. Natalia Wiśniewska (Wydawnictwo Poznańskie)[4]
- Amor Towles – Stolik dla dwojga (Table for two), przeł. Aleksandra Kamińska (Znak Literanova)[5]
- Serhij Żadan – Arabeski, przeł. Michał Petryk (Wydawnictwo Czarne)[6]

## Prace naukowe i biografie

### Język polski
- Jerzy Franczak – Zemsta wyobraźni (Państwowy Instytut Wydawniczy)[7]
- Urszula M. Pilch – Brak. Doznawanie i doświadczanie w liryce od Słowackiego do Leśmiana (Wydawnictwo Uniwersytetu Jagiellońskiego)[8]
- Ewelina Radion – Zasłuchany Lechoń. O tekstowych świadectwach doświadczeń audialnych (Universitas)[9]

### Inne języki
- Robert Douglas-Fairhurst – Lewis Carroll w Krainie Czarów. Prawdziwa biografia Alicji (The Story of Alice: Lewis Carroll and the Secret History of Wonderland), przeł. Magdalena Moltzan-Małkowska (Prószyński)[10]
- Rachel Feder – Mit Darcy'ego : Jane Austen, literaccy amanci i potwory, które nauczono nas kochać (Darcy myth : Jane Austen, literary heartthrobs and the monsters they taught us to love), przeł. Aleksandra Paszkowska (Wydawnictwo Krytyki Politycznej)[11]

## Zmarli
- 1 stycznia – David Lodge, angielski powieściopisarz, krytyk literacki (ur. 1935)
- 3 stycznia – Andrew Pyper, kanadyjski pisarz (ur. 1968)
- 17 stycznia – Martin Pollack, austriacki pisarz, dziennikarz, tłumacz i promotor literatury polskiej (ur. 1944)
- 22 stycznia
  - Renata Gorczyńska, polska dziennikarka, publicystka, krytyk literacki, tłumacz literatury pięknej (ur. 1943)
  - Michael Longley, poeta irlandzki (ur. 1939)
- 24 stycznia – Marcin Wicha, polski eseista i grafik (ur. 1972)
- 6 kwietnia – Izabella Klebańska, polska autorka książek dla dzieci (ur. 1959)
- 5 maja – Szymon Żuchowski, polski poeta, krytyk muzyczny i tłumacz (ur. 1983)
- 28 maja – Ngũgĩ wa Thiong’o, kenijski pisarz (ur. 1938)
- 6 czerwca – Ewa Karbowska, polska poetka i tłumaczka poezji (ur. 1960)
- 9 czerwca – Frederick Forsyth, brytyjski pisarz (ur. 1938)
- 21 czerwca – Jarosław Klejnocki, polski pisarz i krytyk literacki (ur. 1963)
- 20 lipca – Urszula Kozioł, polska poetka (ur. 1931)

Data dzienna nieznana:
- Alina Aleksandrowicz-Ulrich, polska literaturoznawczyni (ur. 1931)